# Нураллао
Нураллао (італ. Nurallao, сард. Nuradda) — муніципалітет в Італії, у регіоні Сардинія,  провінція Кальярі.
Нураллао розташоване на відстані близько 370 км на південний захід від Рима, 65 км на північ від Кальярі.
Населення — 1301 особа (2014).
Щорічний фестиваль відбувається 29 червня. Покровитель — святий Петро.

## Демографія
Населення за роками:

Станом на 1 січня 2023 року в муніципалітеті офіційно проживало 6 іноземців з 2 країн, серед них 4 громадяни країн Євросоюзу.

## Сусідні муніципалітети
- Ізілі
- Лаконі
- Нурагус